# Scaphinotus marginatus
Scaphinotus marginatus är en skalbaggsart som beskrevs av Fischer. Scaphinotus marginatus ingår i släktet Scaphinotus och familjen jordlöpare. Inga underarter finns listade i Catalogue of Life.

## Bildgalleri

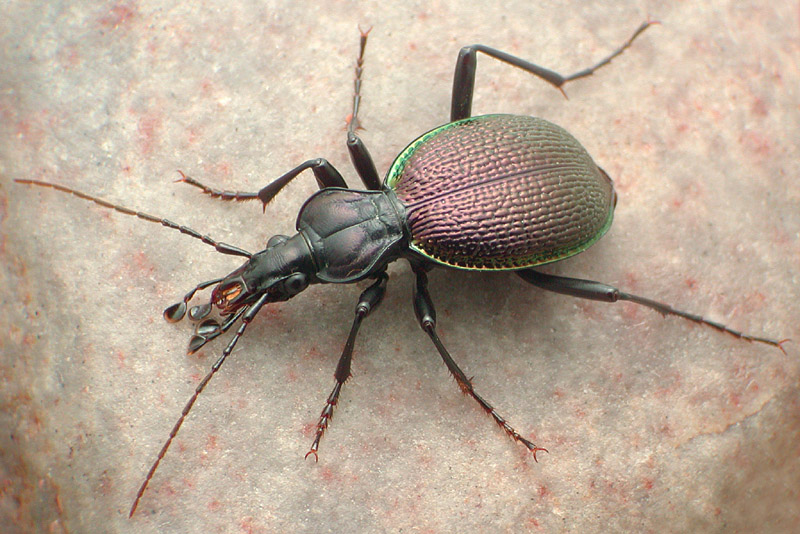